# Anna Binetti

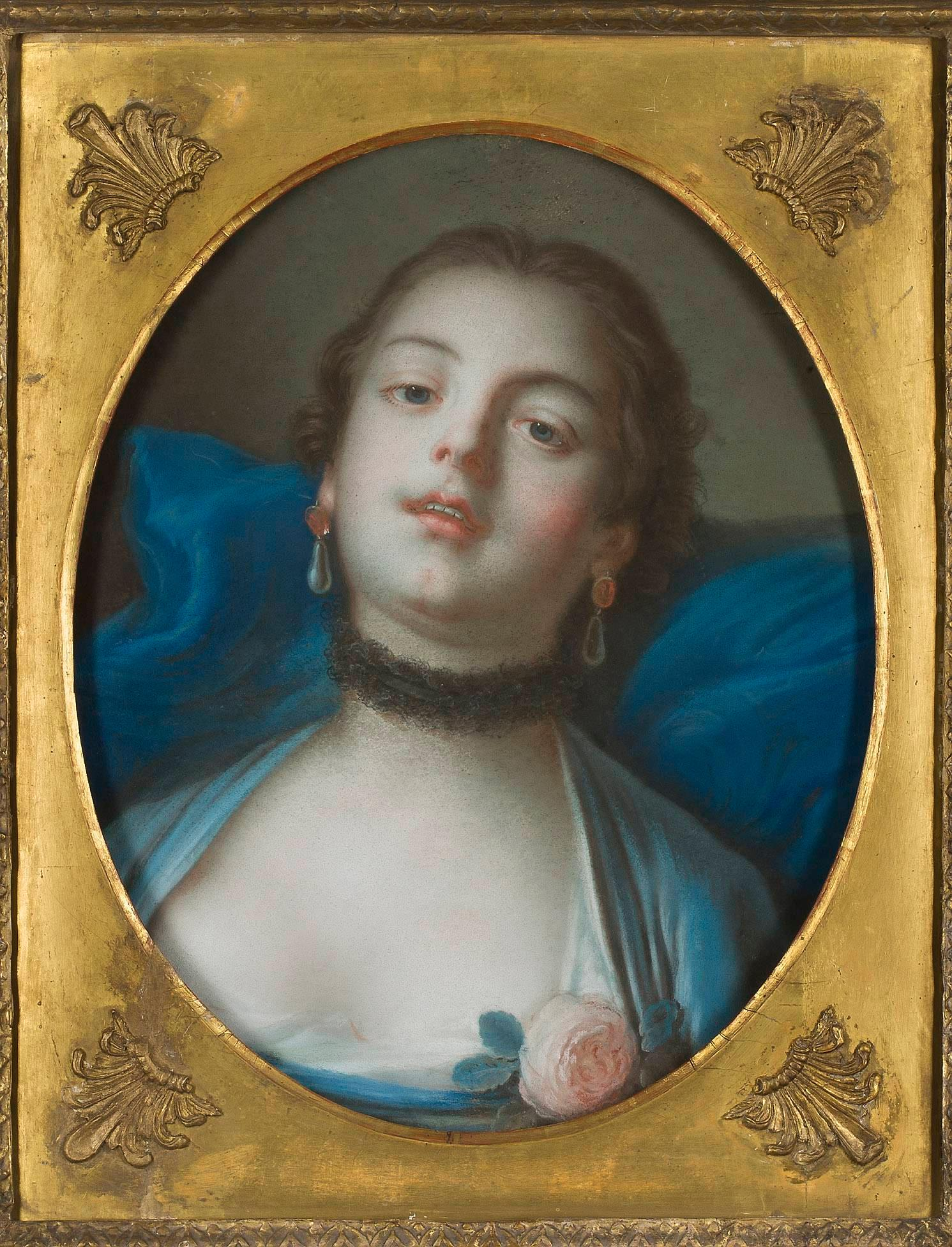
Ludwik Marteau († 1804): Porträt der Anna Binetti, Pastell auf Papier, 1766 oder 1767, Nationalmuseum Warschau

Anna Binetti (* vor 1738 in Venedig; † nach 1786 ebenda) war eine venezianische Tänzerin, später auch Choreographin, die Engagements an einer Reihe europäischer Höfe hatte. Wie bei einigen der herausragenden Künstlerinnen dieser Epoche, so lässt sich auch Binettis Lebenslauf vor allem durch die Lebenserinnerungen des gleichfalls aus Venedig stammenden Giacomo Casanova genauer darstellen. Sie war, als sich die beiden begegneten, die Ehefrau des Tänzers und Ballettmeisters Georges Binet (Giorgio Binetti) – daher ihr Name Binetti. Zwischen 1765 und 1777 war sie die Bühnenpartnerin und Lebensgefährtin des Tänzers und Ballettmeisters Charles Le Picq (1745–1806), mit dem sie die größten Erfolge feierte. Von Dezember 1765 bis März 1767 war sie Primaballerina des Königlichen Theaters an der Sächsischen Oper in Warschau. In dieser Zeit war sie Mätresse des königlichen Generaladjutanten, Graf Franciszek Ksawery Branicki (mit dem sich Casanova duellierte), und des Grafen August Fryderyk Moszyński. Wahrscheinlich war sie auch eine der Favoritinnen von König Stanislaus II. August Poniatowski. In ihren letzten Jahren trat sie in Wien und in vielen Städten Italiens auf, vor allem aber in Venedig.

## Leben
Anna Binetti, geborene Ramòn, war die Tochter eines venezianischen Gondoliere. Ihr Mädchenname wurde auch Ramani, Ramóni, Roman geschrieben; verheiratet war sie auch als Binet, Binett, Binety, Binnety, Benety, und in Polen auch Pinetti.

### Erste Auftritte, Casanova, Ehe mit Georges Binet (Binetti)
Ihr Bühnendebüt gab sie als Fräulein Ramón wohl bereits Ende der 1740er Jahre. Erstmals 1751 ist sie als Solistin in den Quellen fassbar, als sie am venezianischen Teatro San Moisè auftrat. Im Karneval von 1752/53 tanzte sie im lombardischen Lodi und dann wieder in Venedig. Um 1754 lernte sie, die von ihrem Vater ans Theater gebracht worden war, Casanova kennen, der zwei Wochen lang ihr Liebhaber war.
Ihre Beschützerin war jedoch eine Madame Cecilia Valmarana, die sie mit einem Tänzer namens Binet verheiratete. Dieser änderte den Namen in Binetti, damit, wie Casanova glaubte, sie nicht französisch werden musste. Anna Binetti trat nun neben Lodi auch in Parma und Verona auf, wo sie 1757 mit ihrem Mann zusammenarbeitete. Dieser war jedoch ein Hasardeur und Spieler, der seine Frau benutzte, um sich gesellschaftliche und materielle Vorteile zu verschaffen. Ende 1757 tanzten sie gemeinsam in Mailand, wo sie bereits den Doppelnamen Ramóni-Binetti trug. Später trat sie nur noch unter dem Namen Binetti auf, so etwa in Mantua, Brescia und Verona.

### Stuttgart, London (1761–1763), eigenständiges Leben
1759/1760 kam das Paar nach Stuttgart. Dort lernte sie Casanova als Mätresse des österreichischen Botschafters kennen.
Zwischen 1761 und 1763 traten die Binetti auch am Londoner King’s Theatre auf, wo sie wieder auf Casanova traf. Das Paar gab sich dort als Geschwisterpaar aus. Sie lebten nicht mehr zusammen, weil sie sicher war, dass ihr Mann sie benutzte, ausplünderte, bestahl. Andererseits war er nicht eifersüchtig, so dass sie – in getrennten Häusern lebend – ihre Liebhaber empfangen konnte, die ihren Lebensunterhalt sicherten.

### Wien (1765), Erfolge mit Charles Le Picq
1765 lernte sie in Wien Charles Le Picq kennen. Mit ihm gemeinsam stellte sie eines der berühmtesten Ballettduos ihrer Zeit dar. Sie traten in Ballettproduktionen zweier Choreographen, nämlich von Gasparo Angiolini und Franz Hilverding (17. November 1710 – 29. Mai 1768) auf. Im Sommer 1765 nahm das gesamte Wiener Ballett an den Hoffesten in Innsbruck teil. Dort trat Binetti mit Le Picq am 6. August in der Uraufführung von Hilverdings Ballett Enea in Italia auf – die Aufführung fand anlässlich der Hochzeit von Erzherzog Leopold von Habsburg mit der Infantin Maria Ludovica von Spanien in Anwesenheit des Hofes und ausländischer Gäste statt. Dabei spielte er den Aeneas und sie die Venus.
In diesem Sommer kam es noch zu weiteren Aufführungen, doch als Kaiser Franz I. von Lothringen am 18. August starb, wurde eine siebenmonatige Staatstrauer verfügt. Die Theateraufführungen wurden im ganzen Reich ausgesetzt, und sämtliche Künstler verloren ihre Einnahmequellen.

### Engagement in Warschau (1765–1767), Streit mit Caterina Gattai, Trennung vom Ehemann

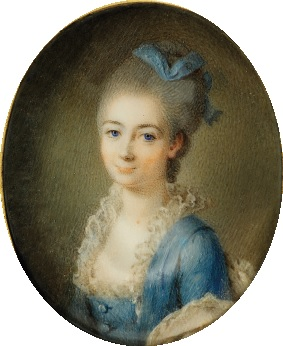
Johann Zeich († 1789): Binettis Rivalin Caterina Gattai Tomatis

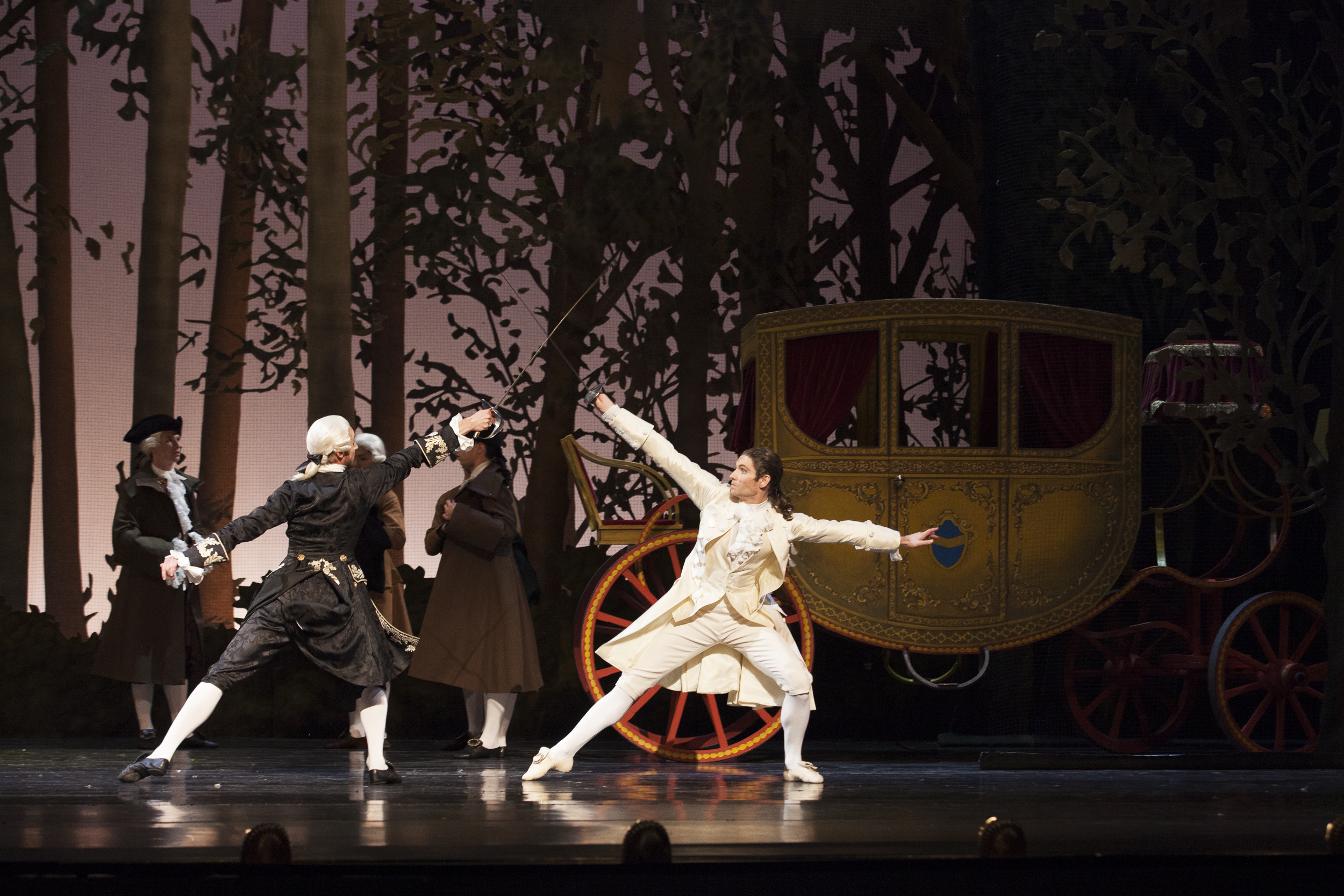
Ballettaufführung Casanova in Warschau von Krzysztof Pastor und dem Polnischen Nationalballett, die größte und bedeutendste Ballettkompanie des Landes. Im Mittelpunkt der Aufführung, mit Vladimir Yaroshenko (* 1985) als Casanova, Maksim Woitiul als Branicki, Aleksandra Liashenko als Binetti, Yuka Ebihara und Aneta Zbrzeźniak, Maria Żuk, die Casanova abwies, steht das Duell, aber auch der Kampf der drei Tänzerinnen. Die letzte Aufführung fand 2015 statt.

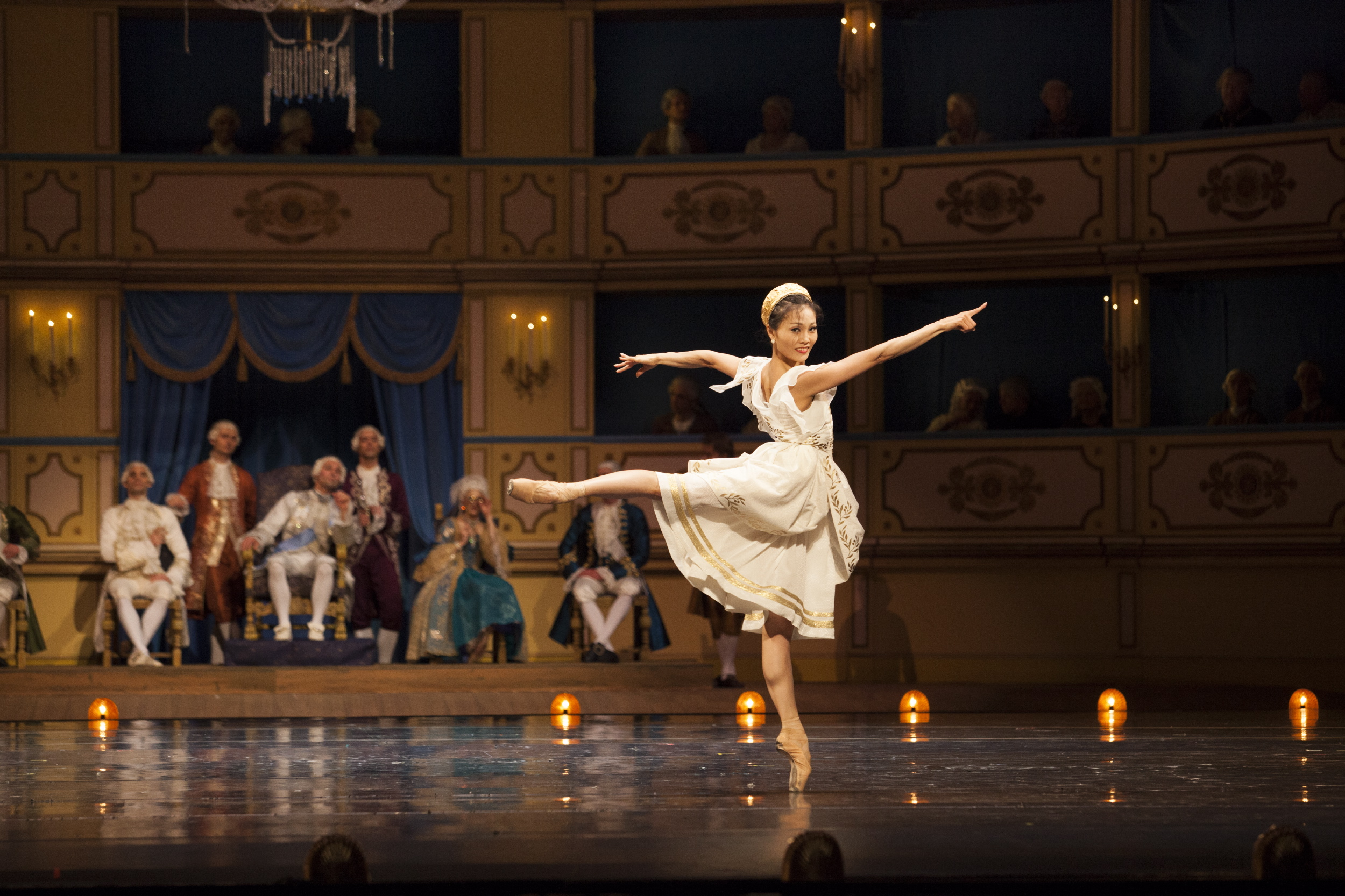
… und Yuka Ebihara (* 1986) als Mlle Gattai

Im Herbst 1765 wollten Charles Le Picq und Anna Binetti in Sankt Petersburg eine Anstellung suchen, wo ihr neuer Wiener Choreograf Gasparo Angiolini nun die Stelle des Ballettmeisters am Hoftheater antrat. Auf dem Weg dorthin, in Warschau, war seit kurzem eine italienische Opern- und Ballettkompanie, 1765 bis 1767 unter der Leitung von Carlo Tomatis, mit der Primaballerina Caterina Gattai tätig. Casanova, der Binetti dort wiedersah, berichtet, der König habe erklärt, er wolle sie tanzen sehen und würde sie überreden, gegen ein Honorar von 1000 Dukaten acht Tage lang in Warschau zu spielen. Tatsächlich erhielt das Paar am 25. Dezember 1765 einen Jahresvertrag, was wiederum Gattai gegen sie aufbrachte. Wie Casanova schreibt, war die Gattai wütend, denn Binetti hatte sie völlig in den Schatten gestellt. Zudem ‚beging [sie] noch das viel größere Unrecht, dass sie ihr ihre Anbeter wegnahm. Von ihr beeinflusst, bereitete Tomatis der Binetti solche Unannehmlichkeiten, dass die beiden Tänzerinnen unversöhnliche Feindinnen wurden.‘ Dies galt auch für den Grafen Franciszek Ksawery Branicki, bis dahin ein Verehrer der Gattai. Die beiden Tänzerinnen bekämpften sich in aller Öffentlichkeit, und Casanova schrieb dazu: ‚übrigens liebte ich sie noch und machte mir gar nichts aus der Catai, die zwar hübscher als die Binetti war, aber an Fallsucht litt‘.
Nunmehr in gesicherter Position und gut ausgestattet, konnte sie sich endlich ihres Ehemanns entledigen, der sie sowieso nur wieder einmal bestohlen hatte. In der Zwischenzeit führten die erbitterte Rivalität und die gesellschaftlichen Intrigen von Gattai und Binetti zu dem berühmten Duell zwischen Casanova (bei dem sie „Catai“ heißt) und Branicki. Der schwer verwundete Branicki erkannte erst spät, dass er Binettis Intrige zum Opfer gefallen war, und er verzieh seinem Gegner am Ende, ja, er brachte ihn sogar in Sicherheit, da das Duellieren streng verboten war. Binettis Gegnerin musste im Frühjahr 1766 das Theater aufgeben. Sie selbst beherrschte das Warschauer Theater hingegen bis März 1767. Dabei wurde sie von Graf August Fryderyk Moszyński unterstützt, der ihr neuer Verehrer wurde. Wahrscheinlich war sie auch eine der Favoritinnen von König Stanislaus II. August Poniatowski.

### Wien (1767), Russland, Italien, Trennung von Le Picq (1777)
Doch Anfang 1767 sah sich der König gezwungen, Sparmaßnahmen durchzusetzen, so dass die italienische Truppe Warschau verlassen musste. Sie ging nach Wien. Dort mussten sich Le Picq und Binetti mit wesentlich schlechteren finanziellen Bedingungen abfinden, nämlich 800 Dukaten für beide. Doch bereits im Herbst traten sie in den Produktionen des Choreografen Jean Georges Noverre auf. Le Picq wurde mit Bewunderung und Verehrung aufgenommen, Binetti hingegen gelang nur ein mäßiger Erfolg. Die Tänzerin Nancy Levier-Trancard war der Liebling des Wiener Publikums.
Erst nachdem sie mit Gastspielen nach Russland gegangen war, übernahm sie ab 1768 die Hauptrollen in den Balletten Noverres. Dieser schuf dort sogar eigens für sie ein neues heroisches Ballett, Thelmire, das ihr jedoch keinen Erfolg brachte. Dieser Ansicht war jedenfalls Joseph von Sonnenfels. Für ihn war Charles Le Picq das Ideal des Tänzers und der männlichen Schönheit. Ihr gegenüber war er jedoch äußerst kritisch, sie sei „steif, ausdruckslos, bewegt ihre Hände ohne Anmut und ist langweilig monoton in ihren Gesten.“
Nun verlegten sie ihren Wohnsitz nach Italien, nach Padua, und tanzten mehrere Jahre lang mit großem Erfolg in Venedig, Mailand, wo sie Mozart am 30. Januar 1773 sah (Sismano nel Mogol des Giovanni Paisiello), Neapel und Florenz zusammen. Der wachsende Ruhm ihres Mannes, der 1776 sogar Paris eroberte und dort als „Apollo des Tanzes“ verehrt wurde, führte dazu, dass sie 1777 zum letzten Mal gemeinsam in Venedig auftraten. Le Picq verließ sie für immer.

### Auftritte in Venedig, Forli, letzte Begegnung mit Casanova (1779), Choreographin, Warschau (1780)
Nachdem sie die Unterstützung ihres berühmten Lebensgefährten verloren hatte, versuchte sie weiterhin, auf dem venezianischen Ballettmarkt ihren Lebensunterhalt zu verdienen. Mitte 1778 tanzte sie zuletzt auf der Bühne des Teatro San Benedetto als Armida an der Seite von Onorato Viganò in dessen Ballett Il Rinaldo.
Im Frühjahr 1779 wurde sie von dem Tänzer und Ballettmeister Paolino Franchi an das Teatro Pubblico in Forlì eingeladen, wo er Tänze für die Uraufführung der neuen Oper La Didone von Bernardino Ottani nach einem Libretto von Pietro Metastasio vorbereitete. Sie war der Star dieser Produktion und trat zusammen mit Franchi als „primi ballerini serii“ auf. Dort sah Casanova sie im Mai 1779 auf der Durchreise nach Forlì noch ein letztes Mal.
Während des Karnevals 1779/1780 versuchte sie sich als Balletttänzerin auf der Bühne des Teatro San Moisè, wo sie einst als Ballettsolistin debütiert hatte. Es zeugt von ihrer herausragenden Stellung in Venedig, wo es Frauen dort noch nicht erlaubt war, an Theatern zu choreografieren, dass ihr dies gestattet wurde. Als „Mme Binet“ führte sie nämlich ein kleines Ballett auf, La filosofia delle donne in Francesco Salaris Oper Le teste deboli. Binetti soll später noch Tanz in Venedig unterrichtet haben.
Im Sommer 1780 kam sie, wohl auf Einladung des Grafen Moszyński, erneut nach Warschau, um als Camilla im Ballett Les Horaces et les Curiaces von Jean Georges Noverre zu gastieren, das am 7. September von Daniel Curz im Theater am Plac Krasińskich aufgeführt wurde. Sie hatte diese Rolle – die letzte Spur ihrer künstlerischen Tätigkeit – bereits 1776 und 1777 in Mailand und Venedig ausgefüllt, damals noch choreografiert von Charles Le Picq. Sie erhielt eine verzierte Schnupftabakdose im Wert von 110 Dukaten als Geschenk von König Stanislaus Augustus.

### Letzte Nachrichten (1786)
Casanova ließ sich von seinen Freunden auch noch im Alter von Binetti berichten, zumal er selbst Venedig auf immer verlassen musste. Sein Freund Pietro Antonio Zaguri berichtete noch 1786, dass er Binetti schon lange nicht mehr gesehen habe, aber dass er wisse, dass sie „schlecht lebe“. Offenbar, so Casanova, konnte ihr das Altern äußerlich fast nichts anhaben. Moszyński starb am 11. Juni 1786 in Padua, zu dieser Zeit lebte Binetti noch.